# NGC 6337
NGC 6337 је планетарна маглина у сазвежђу Шкорпија која се налази на NGC листи објеката дубоког неба.
Деклинација објекта је - 38° 28' 59" а ректасцензија 17h 22m 15,7s. Привидна величина (магнитуда) објекта NGC 6337 износи 12,3 а фотографска магнитуда 11,9. NGC 6337 је још познат и под ознакама PK 349-1.1, ESO 333-PN5, AM 1718-382, CS=14.8.